# ジーン・ケリー
ジーン・ケリー（Gene Kelly, 1912年8月23日 - 1996年2月2日）は、アメリカ合衆国ペンシルベニア州生まれの俳優、ダンサー、振付師、歌手。

## プロフィール

### 生い立ち
アイルランド系の両親の元、ピッツバーグに生まれ、兄と一緒に8歳からダンス教室に通う。近所の子供に女々しいとからかわれて一時期辞めてしまうが、15歳の時に再開。ペンシルベニア州立大学でジャーナリズムを学ぶつもりだったが経済的な理由で中断。1931年にピッツバーグ大学経済学部に入りなおし、1933年に卒業。大学在学中もダンスコンテストなどに出場していた。また、1930年に家族がダンススタジオをはじめていたので、そこで教えてもいた。

### デビュー
1938年からブロードウェイでダンサーをしていたが、1941年にメトロ・ゴールドウィン・メイヤー入りをし、1942年に映画デビュー。デビュー作は『フォー・ミー・アンド・マイ・ギャル』でジュディ・ガーランドと共演した。

### MGM

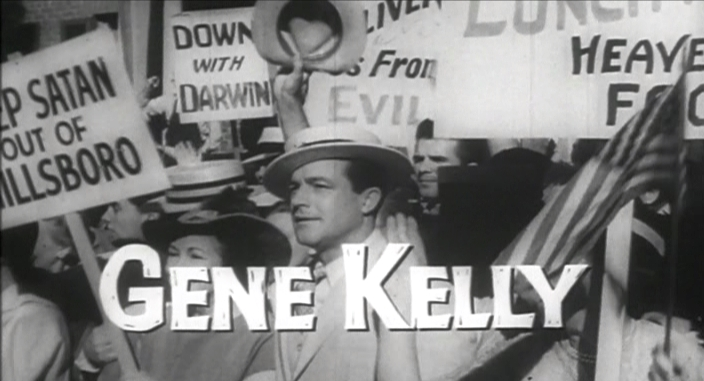
「聖書への反逆」（1960年）

この後、たくさんのMGMの作品に主演し、ハリウッドの黄金時代を築いた。更に、監督・脚本・振り付けもこなすマルチな才能も見せ、まさにMGMの万能選手であった。代表作品には『雨に唄えば』、『踊る大紐育』、『巴里のアメリカ人』などがある。また、『錨を上げて』でMGMのカートゥーン「トムとジェリー」のジェリーと競演するシーンがある。
名ダンサーフレッド・アステアと共にMGMの二枚看板として活躍したが、実は2人の共演は少なく、1946年の『ジーグフェルド・フォリーズ』と、1976年の『ザッツ・エンタテインメント PART2』の2作にとどまる。とはいえ1作目の『ザッツ・エンタテインメント』では互いの名シーンを紹介しあうなど、終生お互いへの尊敬は欠かさなかった。
ケリーのダンスはアステアの華麗で洗練されたダンスとはまた違い、躍動感に溢れ、アクロバティックな中にも緻密な計算があった。また、スタントマンを使わない事で知られ、映画が出来上がってからその事実を会社が知るといった事もあった。
1980年の『ザナドゥ』が最後の映画出演、1994年の『ザッツ・エンターテインメントPART3』を最後に映画界を引退した。
1996年2月2日、死去。83歳没。

## エピソード
曰く「フレッド・アステアがダンス界のケーリー・グラントだとしたら、私はマーロン・ブランドだ」。
私生活では3度の結婚歴がある。最初の妻との間に1人の子どもがおり、2番目の妻との間に2人の子どもがいる。
一人目はアメリカの女優ベッツィ・ブレア。1941年に当時17歳だったブレアと結婚し、翌年1942年10月16日に長女ケリーを設けるが、1957年に離婚（ベッツィ・ブレアは後に、1960年にイギリスの映画監督カレル・ライスと再婚）。
二人目はアメリカのダンサー、振付師で女優のジーン・コイン。1960年に、アメリカの映画監督スタンリー・ドーネンの元妻であったコインと再婚し、1962年には長男のティモシー、1964年には次女のブリジェットを儲けるが、1973年に死別。
三人目は作家のパトリシア・ワード。1985年、75歳の時に自叙伝のライターとして当時26歳のワードと知り合い、交際に発展。1990年に再々婚し、6年後にケリーが死去するまで連れ添った。

## 出演映画作品
- フォー・ミー・アンド・マイ・ギャル For Me And My Gal (1942)
- デュバリイは貴婦人 Du Barry Was a Lady (1943)
- 万雷の歓呼 Thousands Cheer (1943)
- ローレンの反撃 The Cross Of Lorraine (1943)
- クリスマスの休暇 Christmas Holiday (1944)
- カバーガール Cover Girl (1944)
- 錨を上げて Anchors Aweigh (1945)
- ジーグフェルド・フォリーズ Ziegfeld Follies (1946)
- 踊る海賊 The Pirate (1948)
- 三銃士 (1948年の映画)The Three Musketeers (1948)
- ワーズ&ミュージック Words And Music (1948)
- 踊る大紐育 On the Town (1949)
- 私を野球につれてって Take Me Out to the Ball Game (1949)
- サマー・ストック Summer Stock (1950)
- 巴里のアメリカ人 An American in Paris (1951)
- 雨に唄えば Singin' in the Rain (1952)
- 赤い唇 The Devil Makes Three　(1952)
- ブリガドーン Brigadoon (1954)
- 我が心に君深く Deep in My Heart (1954)
- 舞踏への招待 Invitation To The Dance (1954)
- いつも上天気 It's Always Fair Weather (1955)
- ハッピー・ロード The Happy Load (1957)
- 魅惑の巴里 Les Girls (1957)
- 初恋 Marjorie Morningstar (1958)
- 愛のトンネル The Tunnel Of Love (1958)
- 聖書への反逆 Inherit the Wind (1960)
- 我が道を行く Going My Way (1962-1963) ビング・クロスビーの同名作品のテレビドラマ、NHK で放送
- 何という行き方！What a Way to Go! (1964)…episode３とepisode４のミュージカル場面演出と後者に『道化師』役で出演
- ロシュフォールの恋人たち Les Demoiselles de Rochefort (1966)
- ジャックと豆の木(TV映画) Jack and the Beanstalk (1967) 兼製作・監督
- ハロー・ドーリー! Hello, Dolly! (1969) 監督のみ
- テキサス魂（1970）Cheyenne Social Club（1970）監督のみ
- エーゲ海の旅情 Forty Carats 40 Carats (1973)
- ザッツ・エンタテインメント That's Entertainment! (1974)
- ザッツ・エンタテインメント PART2 That's Entertainment, Part II (1976)
- ビバ・ニーベル Viva Knievel! Seconds To Love (1977)
- ザナドゥ Xanadu (1980)
- ザッツ・ダンシング！ That's Dancing (1984)
- 南北戦争物語　愛と自由への大地（TVドラマ） North And South (1985)
- 愛と復讐のヒロイン（TV映画） Sins (1986)
- ザッツ・エンタテインメントPART3 That's Entertainment! III (1994)

## 受賞歴
| 年度   | 賞                   | 部門                                     |
| ------ | -------------------- | ---------------------------------------- |
| 1952年 | アカデミー賞         | 名誉賞                                   |
| 1956年 | ベルリン国際映画祭   | 金熊賞 （舞踏への招待）                  |
| 1964年 | ロカルノ国際映画祭   | 銀帆賞・最優秀男優賞（何という行き方！） |
| 1967年 | エミー賞             | 子供向け番組賞（Jack and the Beanstalk） |
| 1981年 | ゴールデングローブ賞 | セシル・B・デミル賞                      |
| 1985年 | AFI                  | 生涯功労賞                               |
| 1988年 | 全米映画俳優組合賞   | 生涯功労賞                               |